# 島人Mart
島人Mart（しまんちゅマート）とは、有限会社スライブが運営し、鹿児島県奄美市（奄美大島）に数店舗を展開するコンビニエンスストアである。

## 店舗一覧
有限会社スライブCVS事業部を参照
- 石橋店 - 奄美市名瀬石橋町11-15
- 笠利店 - 奄美市笠利町大字用安1240-4
- 住用店 - 奄美市住用町大字役勝296-1
- 市役所売店 - 奄美市名瀬幸町25-8-3F 奄美市役所内
- 県病院売店 - 奄美市名瀬真名津町18-1 県立大島病院内

一部の店舗では終夜営業およびコインランドリーやクリーニング受付を行っている。